# DDB Worldwide
DDB (Doyle Dane Bernbach) – agencja reklamowa założona w 1949 r. przez Jamesa Doyle’a, Maxwell Dane’a i Williama Bernbacha. Stworzyli oni nowy model pracy w agencjach reklamowych, w których nad projektem czuwa grupa złożona z copywritera i dyrektora artystycznego.
Agencja reklamowa zasłynęła kampaniami dla Volkswagena („Think small”) oraz dla wypożyczalni samochodów Avis („We try harder”).